# Gobierno Unido del Casanare
El Gobierno Unido del Casanare fue un Estado independiente surgido durande la disolución de la Gran Colombia.
Su creador fue el general Juan Nepomuceno Moreno, quien solicitó que se impulsaran programas de ayuda a la entonces provincia del Casanare para recuperarla de los estragos causados por el conflicto independentista y pidió acabar con las políticas confiscatorias del gobierno central. Después de la dimisión de Simón Bolívar el 1 de marzo de 1830 y tras la separación venezolana de la Gran Colombia, sumado esto a la indiferencia con la que trataban los políticos de Bogotá a los llaneros, Moreno proclamó la independencia de la provincia del Casanare en Pore el 14 de abril de 1830, a la cual se adhirieron los distritos de Arauca y Nunchía (hoy Casanare) cinco días más tarde con el objetivo de anexarse a Venezuela.
La petición de anexión fue presentada al Congreso de Valencia en junio del mismo año, pero fue rechazada finalmente el 31 de julio por los diputados tras varias jornadas de debates considerando que, desde una perspectiva histórica, la provincia nunca fue parte de Venezuela y el gobierno de Bogotá podría considerar su anexión como un acto hostil de parte del gobierno de Caracas.
Tras esto la provincia de Casanare tuvo que esperar hasta diciembre de 1831 para  poder ser reintegrada a la Nueva Granada.

## Situación geográfica
Comprendía los mismos territorios que la provincia del Casanare en la colonia española, esto es: los llanos de Casanare, el Airico de Macaguane, los llanos de San Martín y el Meta, y los territorios selváticos comprendidos entre los ríos Guaviare, Caquetá, Yarí y Apaporis.